# Povijest papira
Povijest papira započinje godine 105. u drevnoj Kini, kada ga je kineski ministar Cai Lun (Ts’ai Lun) proizveo od nekoliko različitih sirovina i otpadaka, većinom biljnoga podrijetla. Tijekom stoljećâ preuzeo je prvenstvo nad papirusom, pergamentom i ostalim materijalima uporabljivanima za pisanje, a glavni su razlozi tomu jeftina i brza proizvodnja, te izvanredna pogodnost za pisanje i oblikovanje. U povijesti njegove proizvodnje razlikuju se tri razvojne faze. Prva je kineska, koja se temeljila na proizvodnji papira od samljevenih, oguljenih kukuljica (čahura) dudova svilca, potom od vlakana bambusove trske, starih krpa i ribarskih mreža. Ta se smjesa mljela, potom namakala u gašenom vapnu te naposljetku rasprostirala na sito i sušila. Dobiveni se materijal još prešao, glačao bjelokošću i na kraju obrezivao. Tako je proizveden prvi papir, kojega je najstariji očuvani primjerak datiran u 2. stoljeću. S vremenom se tehnika proizvodnje papira usavršavala, a osim Kineza nekoliko stoljeća poslije s njom su se upoznali Korejci i Japanci. 
Druga, arapska faza proizvodnje papira započela je 751., i to kao posljedica sukoba Arapa i Kineza u središnjoj Aziji. Arapi su od kineskih zarobljenika doznali tajnu proizvodnje papira te su ju donekle promijenili. Otvorili su radionice u Samarkandu, Bagdadu, Damasku, Kairu i drugdje, a u sljedećim stoljećima prenijeli su papir u Europu (Sicilija, Španjolska, Francuska, Italija, Njemačka). Od razdoblja križarskih ratova papir je bio sve prisutniji na europskom tlu, a posebice u bilježničkim, sudskim i kneževskim uredima. Prva radionica papira u Europi bila je otvorena u 12. stoljeću u gradu Xàtiva u Valenciji. Iz te su faze kao najstariji spomenici papira očuvani zlatna bula bizantskog cara Konstantina IX. Monomaha iz 1052. i pismo na grčkom i arapskom jeziku sicilske kneginje Adele iz 1109., najstariji europski dokument na papiru, koji se danas čuva u Palermu. 
Treća, suvremena faza proizvodnje papira počinje od 18. stoljeća i usmjerena je na njezino tehničko usavršavanje. Za odlučujući preokret u proizvodnji papira zaslužni su Jakob Christian Schäffer (1718. – 1790.), koji je dokazao da se kao sirovina može upotrebljavati drvo, te u 19. stoljeću Friedrich Keller, koji je riješio problem mljevenja drva. Proizvodnja papira na papirnom stroju započela je 1799., kada je bila uvedena proizvodnja na stroju s dugim sitom, kako se u načelu radi i danas. Daljnja unaprjeđenja bila su uporaba keljiva kao dodatka papirnoj suspenziji te primjena sušnoga valjka. Skupni elektromotorni pogon papirnoga stroja prva je 1919. primijenila tvrtka Westinghouse Electric Corporation.

## Povijesni razvoj proizvodnje papira

### Stari vijek
Koliko je staro čovječanstvo, toliko su stara i ljudska nastojanja da događaje u svojoj okolini prikažu u nekom obliku, slikovno ili pismeno. Pećinski su stanovnici prije više od 25 000 godina crtali životinje i različite znakove po pećinskim zidovima. Kameni blokovi i pločice bili su dalji korak u napretku i mogućnosti pisanja. Radi lakšeg pisanja prešlo se tokom vremena na glinene blokove i pločice, zatim na pločice od mekog drveta ili drveta prevučenog voskom. 
Drevni su Egipćani prije 4 000 godina pronašli prikladniji materijal za pisanje. Bio je to papirus dobiven od istoimene biljke iz porodice šiljovki (lat. Cyperaceae). Biljnu srčiku rezali su u duge tanke trake i ukrštali ih, a prešanjem i lupanjem istisnuti sok služio je kao ljepilo. Taj materijal bio je nakon izjednačavanja (egaliziranja), sušenja i poliranja kao čvrsto vezani dvosloj vrlo čvrst i podatan, tako da se, osim za pisanje, mogao upotrebljavati i u mnoge svrhe. S obzirom na furnirsku strukturu, papirus ima s današnjim papirom samo sličnost u imenu.
Dalji napredak i olakšanje u pisanju slova bile su depilirane, uglačane i osušene teleće, ovčje i kozje kože nazvane pergamentom, a bile su poznate na Bliskom istoku već potkraj 2. tisućljeta pr. Kr. Pergament je dobio ime po antičkom gradu Pergamu, nekadašnjem središtu helenizma u Maloj Aziji. Upotreba pergamenta proširila se uskoro po čitavom Zapadu. Redovnici su bili glavni potrošači pergamenta i imali su, na primjer, u samostanu u St. Gallenu radionice za izradu pergamenta. Kao materijal za običnu upotrebu, pergament je bio neprikladan i vrlo skup, pa ga u kasnom srednjem vijeku sve više potiskuje papir. 

### Drevna Kina
Smatra se da se papir u današnjem smislu te riječi pojavio u drevnoj Kini. Kinezi su već ranije upotrebljavali svilene tkanine po kojima se moglo pisati tušem pomoću kista. Godine 105. zaslugom kineskog ministra Cai Luna (Ts’ai Luna) uveden je postupak kojim su se biljna vlakanca izluživala iz biljnog tkiva. Kao izvor vlakanaca upotrebljavali su kukuljice (čahure) svilene bube, bambusove prutove, rižinu slamu, konoplju, lan te koru nekih vrsta tamošnjih biljaka (od sirovina koje u osnovi imaju vlaknastu strukturu.). Taj vlaknasti materijal ručno su drobili i usitnjavali zajedno s komadima starih ribarskih mreža i starih krpa u kamenim posudama pomoću drvenog bata. Tako smrvljenoj masi dodavali su vodu i gašeno vapno, zatim kuhali, a nastalu kašu cijedili su na situ od bambusovih prutića i svilenih vlakanaca. Laganim tresenjem sita masa se u drvenom okviru jednolično rasporedila, a suvišna voda ocijedila kroz sito. Tako su se vlakna ispreplela i nastao je list, koji su pažljivo skinuli sa sita i sušili na ravnim daskama ili na zidu. Listove su zatim slagali u svežnjeve, prešali i premazivali ljepilom (dobiven kuhanjem riže - škrob) i ponovo sušili (isparavanjem vode na Suncu). Nakon toga su na glatkim kamenim pločama listove glačali slonovom kosti da bi postali sjajni i potpuno glatki.
Tijekom stoljećâ papir je preuzeo prvenstvo nad papirusom, pergamentom i ostalim materijalima uporabljivanima za pisanje, a glavni su razlozi tomu jeftina i brza proizvodnja, te izvanredna pogodnost za pisanje i oblikovanje. 
Tako je proizveden prvi papir, kojega je najstariji očuvani primjerak datiran u 2. stoljeću. Dugi niz godina Kinezi su tajnu proizvodnje papira zadržali unutar granica svoje države. Tek u 7. stoljeću uvedena je preko Koreje vještina izrade papira u Japan, a odatle je u 8. stoljeću prodrla preko Mongolije i Perzije u Samarkand (Uzbekistan), a zatim za nju doznaju Arapi i Mauri. Oni su u izradi papira još više napredovali. Mljelo se pomoću mlinskih kamena na vodeni pogon, a umjesto krhkih bambusovih prutića i svilenih vlakanaca načinili su otpornija sita, usavršili postupak keljenja škrobom, premazujući njime obje strane lista, te uveli bojenje papira. Kao sirovina služile su im uglavnom stare krpe, pamuk i još neke biljke vlaknatice. U Samarkandu nalazila se već 751. prva radionica papira, u Bagdadu 794., U Kairu oko 900. i u Fesu (Maroko) oko 1100. Iz Azije preko Afrike proširila se vještina izrade papira na Siciliju i južnu Španjolsku i dalje na europsko područje.

### Srednjovjekovni arapski svijet
Druga, arapska faza proizvodnje papira započela je 751., i to kao posljedica sukoba Arapa i Kineza u središnjoj Aziji. Arapi su od kineskih zarobljenika doznali tajnu proizvodnje papira te su ju donekle promijenili. Otvorili su radionice u Samarkandu, Bagdadu, Damasku, Kairu i drugdje, a u sljedećim stoljećima prenijeli su papir u Europu (Sicilija, Španjolska, Francuska, Italija, Njemačka). 

### Srednjovjekovna Europa
Europske radionice preuzele su posve arapski način proizvodnje papira. Tadašnji postupak bio je naporan i dugotrajan. Kao sirovine služile su stare lanene i pamučne krpe, koje su se prvo čistile i bijelile, a zatim stavljale u kamene posude, zalile vodom i ostavljale nekoliko dana da se namaču. Nakon toga krpe bi sjeckali, nastalu kašu ocijedili u košarama, a potom je udarali batovima na vodeni pogon tokom 10 do 12 sati uz dodatak vapna. Tako smrvljenu kašu stavljali su u drvene posude, u kojima bi ostajala od 2 do 3 tjedna da se zgusne. Taj poluproizvod zagrabili bi majstori u uokvirena sita i tresli da jednolično prekrije sito i da se voda ocijedi. Preostala voda istisla bi se pod prešom, a vlažne listove vješali bi na užad ili drvene stalke da se potpuno osuše.
Od razdoblja križarskih ratova papir je bio sve prisutniji na europskom tlu, a posebice u bilježničkim, sudskim i kneževskim uredima. Prva radionica papira u Europi bila je otvorena u 12. stoljeću u gradu Xàtiva u Valenciji. Iz te su faze kao najstariji spomenici papira očuvani zlatna bula bizantskog cara Konstantina IX. Monomaha iz 1052. i pismo na grčkom i arapskom jeziku sicilske kneginje Adele iz 1109., najstariji europski dokument na papiru, koji se danas čuva u Palermu.
Trogirski evanđelistar iz 1259. najstariji je rukopis pisan na papiru u Hrvatskoj. Naši su najraniji sačuvani notarski spisi iz Trogira (1263.) i drugih dalmatinskih i istarskih komuna. U kontinentalnoj Hrvatskoj prvi dokumenti na papiru zabilježeni su tek u 14. stoljeću. Proizvodnji i upotrebi papira u srednjem vijeku posebno je pogodovao razvoj gradova i sveučilišta.
Izumom tiskarskog stroja započinje razdoblje modernog tiskarstva koja uzrokuje znatno povećanje potrošnje papira. Počinje se polako razvijati manufakturna proizvodnja papira, a kao sirovine koriste se pamuk, lan, konoplja i stare krpe. No, osjeća se stalni nedostatak papira zbog sve veće potrošnje i manjka osnovnih sirovina (krpa). Francuz Luis Rober 1799. uvodi u proizvodnju prvi parni stroj pomoću kojeg se mogla proizvoditi beskonačna papirna traka uz primjenu beskonačnog sita iz krpa kao osnovne sirovine, a nje je bilo nedovoljno da se zadovolje sve veće potrebe za papirom. Nijemac Keller brušenjem drveta dobio je drvena vlakna koja su, pomiješana s krpama, davala sasvim dobru osnovnu sirovinu za izradu papira.

### Suvremena proizvodnja papira
Treća, suvremena faza proizvodnje papira počinje od 18. stoljeća i usmjerena je na njezino tehničko usavršavanje. Za odlučujući preokret u proizvodnji papira zaslužni su Jakob Christian Schäffer (1718. – 1790.), koji je dokazao da se kao sirovina može upotrebljavati drvo, te u 19. stoljeću Friedrich Keller, koji je riješio problem mljevenja drva. Proizvodnja papira na papirnom stroju započela je 1799., kada je bila uvedena proizvodnja na stroju s dugim sitom, kako se u načelu radi i danas. Daljnja unaprjeđenja bila su uporaba keljiva kao dodatka papirnoj suspenziji te primjena sušnoga valjka. Skupni elektromotorni pogon papirnoga stroja prva je 1919. primijenila tvrtka Westinghouse Electric Corporation.
S Gutenbergovim pronalaskom tiska 1440. u Mainzu i s pojavom reformacije porasla je potražnja za papirom kao prikladnim nosiocem tiska. Svi do tada poznati postupci za dobivanje papira bili su ograničeni na sirovine od čahura svilene čahure, dudove kore, rižine svile, ramije, bambusa, konoplje i starih lanenih krpenih otpadaka. Te sirovine nisu mogle potpuno zadovoljiti potrebe za papirom. Nijemci Brückmann i Kircher predlagali su 1678. azbest kao sirovinu za izradu papira, a francuski fizičar R. A. F. de Reaumur htio je 1719. proizvoditi papir od drveta, ali u tome nije uspio. Botaničar Ch. Schäffer pokazao je na mogućnost upotrebe različitih biljnih sirovina u proizvodnji papira, dok su M. Koops i C. L. Engelmann proizveli papir od slame. Schäffer je 1765. u Regensburgu bezuspješno pokušavao različitim postupcima kuhanja mahovine, hmelja i krumpira dobiti sirovinu za izradu papira. Friedrich Gottlob Keller, tkalački stručnjak iz Saske, dobio je 1845. vlaknastu gustu drvnu masu (drvenjaču) brušenjem drveta između brusnih kamena uz dodatak vode. Ta se masa mogla kao sirovina dodavati masi od krpa (u udjelu i do 60%). On je svoj pronalazak patentirao 1848., ali je prikladniji i upotrebljiviji postupak za primjenu drveta kao sirovine pronašao 1863. Amerikanac Tilghman.
Na ovaj način se zapravo dobila drvenjača kao osnovna sirovina za izradu papira koja se i danas koristi za izradu novinskog papira.
Godine 1870. pojavljuju se nove sirovine za izradu papira: bijeljena celuloza iz slame i natronska celuloza iz drva četinjača. Godine 1884. počinje proizvodnja sulfitne celuloze iz četinjača. No, pravi tehnološki napredak za masovnu industrijsku proizvodnju papira, i upotreba drveta kao baze za osnovnu sirovinu, počeo je tek u prvoj polovici 20. stoljeća.
Naprave za izradu papira bile su sve do 17. stoljeća vrlo primitivne. Upotreba vodene energije kao pogona uređaja za mljevenje korištenjem vodeničkog kola bila je, zapravo, jedina mehanizacija te skoro samo ručne proizvodnje sve do 19. stoljeća. Nakon što su Nizozemci 1670. konstruirali uređaj za mljevenje, koji se sastojao iz valjka s noževima i osnove u jednoj posudi, postignut je znatan napredak jer je bila ubrzana priprema vlaknaste mase. Prekretnica je u proizvodnji papira 1799., kad je Francuz L. Robert konstruirao prvi stroj za izradu papira. Taj je stroj mogao proizvesti papirnu traku dugu i do 15 metara. Taj su pronalazak usavršili Francuzi, braća H. i S. Fourdrinier i Englez B. Donkin, pa je tako nastao stroj sposoban za stvaranje papirnog lista odvodnjavanjem, prešanjem, sušenjem i namatanjem papira u neprekinutom postupku. Taj se stroj nazivao prema svojim pronalazačima (Fourdrinierov stroj), a u Njemačkoj se udomaćio naziv Langsiebmaschine, prema duguljastom obliku sita. Skoro istodobno (1805.) konstruirao je Englez J. Bramah sličan stroj s valjkastim sitom, a usavršili su ga F. Leistenschneider i A. Keferstein u razdoblju od 1814. do 1819. Tako je dvadesetak godina nakon Robertova pronalaska, ručna izrada papira u malim kućnim radionicama prerasla u industrijsku proizvodnju.

## Poveznice
- Povijest papira u Hrvatskoj

## Vanjske poveznice
|  | Zajednički poslužitelj ima još gradiva o temi Povijest papira |